# يان براند
يان براند (بالهولندية: Jan Brand)‏ هو لاعب هوكي الحقل هولندي، ولد في 24 يونيو 1908 في أمستردام في هولندا، وتوفي في 29 يونيو 1969 في روتردام في هولندا.

## وصلات خارجية
- يان براند على موقع اللجنة الأولمبية الدولية (الإنجليزية)
- يان براند على موقع أوليمبيديا (الإنجليزية)